# روكابيرناردا
روكابيرناردا (بالإيطالية: Roccabernarda) هي كومونا ومدينة في مقاطعة كروتوني، في قلورية، جنوب إيطاليا.